# Bunești (Vâlcea)
Pour les articles homonymes, voir Bunești.
Bunești est une commune du județ de Vâlcea en Roumanie.